# الأيام الأخيرة (كتاب)
الأيام الأخيرة هو كتاب استقصائي واقعي صدر في ماي 1976 بواسطة دار النشر سايمون وشوستر للصحفيين الإستقصائيين الأمريكيين بوب ودورد وكارل برنستين اللذان قاما بالتحقيق وتفجير فضيحة ووترغيت التي كان لصحيفة واشنطن بوست السبق في نشرها. يروي الكتاب الذي جاء تتمة للكتاب الشهير كل رجال الرئيس الأشهر الأخيرة من فترة رئاسة ريتشارد نيكسون بعد الفضيحة بما في ذلك المعارك حول شرائط نيكسون وعملية عزله.

## الخلفية والكتابة
بعد فترة قصيرة من استقالة ريتشارد نيكسون في أغسطس 1974، أخذ الصحفيين بوب ودورد وكارل برنستين إجازة من صحيفة واشنطن بوست لبدء العمل على كتابهم الجديد. ومع أنهم كانوا يعتزمون في الأصل تغطية الأيام المائة الأخيرة فقط لرئاسة نيكسون إلا أنهم وسعوها بعد ذلك. استأجر الصحفيين اثنين من المساعدين للأبحاث وهما سكوت أرمسترونغ وآل كامين، كما قاما بمقابلة مع 394 شخصًا شاركوا في سرد الأحداث. مقابل عدم الكشف عن هويتها. بهذه الطريقة، استطاع ودورد وبرنستين بناء تقنيتهم لسرد الأحداث المذكورة. أثناء الإعداد للكتاب، تنبأ البعض أن محتواه سيجعل منه "بلوك باستر"، لكن ودورد اعترض، قائلاً أنه سيكون «كتابًا بمائة مفاجأة صغيرة».